# Luis Chavarría
Luis Eugenio Chavarría Andrades (Monte Águila, 26 marzo 1970) è un ex calciatore cileno, di ruolo Centrocampista.